# Generation (Fermáta-album)
A Generation a Fermáta együttes 1981-ben megjelent nagylemeze, amelyet az Opus adott ki. Katalógusszáma: 9113 1150. 1998-ban CD-n is kiadták.

## Az album dalai

### A oldal
1. The Break[1] (Prerušenie) 4:33
2. Viña del mar 7:02
3. Calamity (Kalamita) 5:54
4. Gastronomic Pleasures (Gastronomické radosti) 3:34

### B oldal
1. Boleti (Dubáky) 5:06
2. Reserve (Zadané) 4:35
3. K.O. 8:53

## Közreműködők
- Basszus: Fedor Frešo
- Dob, ütős hangszerek: Karol Oláh
- Gitár: František Griglák
- Harmónika, hangmérnök: Jozef Hanák
- Billentyűsök: Tomáš Berka
- tenorszaxofon: Jozef Krajčovič
- Szintetizátor (moog): František Griglák (B2, B3)